# Bugularia
Bugularia is een monotypisch mosdiertjesgeslacht uit de familie van de Bugulidae en de orde Cheilostomatida

## Soorten
- Bugularia dissimilis (Busk, 1852)